# Jesus Melliza
Jesus Joaquin Gaquit Melliza (* 20. April 1992 in Igbaras) ist ein philippinischer Fußballspieler, der hauptsächlich auf Rechtsaußen eingesetzt wird.

## Karriere

### Klub
Nach seiner Zeit bei den Tamaraws der Mannschaft der Far Eastern University spielte er von 2012 bis Ende 2015 beim erstklassigen Green Archers United FC. Danach schloss er sich dem Stallion FC an, bei welchem er den Wechsel hin zur neuen professionellen PFL mitmachte. Seit März 2021 ist er Teil des Kaders von Kaya-Iloilo. Nach ein paar Einsätzen im AFC Cup kam er ab dem Neustart der Liga zur Saison 2022/23 auch hier zum Einsatz und reihte sich seitdem immer in die Toptorschützen einer Saison ein. Mit sieben Toren und zehn Vorlagen gelangen ihm in der Spielrunde 2024 bislang die meistern Scorerpunkte. Für eine Platzierung auf der Saisonrangliste reichte es hiermit für den 11. Platz. Mit seinem Klub wurde Melliza bereits zwei Mal Meister und gewann einmal den PFL Cup in der Ausgabe 2023.

### Nationalmannschaft
Sein Debüt für die A-Nationalmannschaft der Philippinen gab er am 11. Juni 2022 bei einem 1:0-Sieg über die Mongolei im Rahmen der Qualifikation für die Asienmeisterschaft 2023, als er in der 88. Minute für Sandro Reyes eingewechselt wurde. Auch wenige Tage später bei der entscheidenden 0:4-Niederlage gegen Palästina, welche für seine Mannschaft das Aus in der Qualifikation bedeutete, kam er erst spät ins Spiel und konnte hier nicht allzu viel zum Endergebnis beitragen.
Nach zwei weiteren Einsätzen bei Freundschaftsspielen in der zweiten Jahreshälfte 2022 gehört er zum Abschluss des Jahres auch zum Kader bei der Südostasienmeisterschaft 2022. Hier erzielte er beim 5:1-Gruppenspielsieg über Brunei in der 50. Spielminute sein erstes Länderspieltor. Dieser Sieg war für sein Team der einzige bei dieser Gruppenphase und so war für ihn und seine Mannschaft das Turnier nach diesem Sieg bereits zu Ende. Im September 2023 folgte noch einmal eine Einwechselung bei einem Freundschaftsspiel gegen Afghanistan kurz vor Schluss. Hiernach folgte bislang keine Nominierung mehr.